# 반복서열
반복서열(反復序列, 영어: repeated sequence)은 일반적으로 DNA 또는 RNA와 같은 유전 물질의 서열 전부 혹은 일부가 규칙적으로 반복될 때, 이 서열 전반을 일컫는 말이다.

## 역사
현대적인 생물학 연구가 이루어지기 이전이나 생명공학 연구 초기에는 반복서열은 단순히 "쓰레기 DNA(junk gene, junk DNA)"로 간주되는 경우가 많았으나, 연구가 진행되며 다양한 종류의 반복서열이 알려지게 되었고, 더불어 이 반복서열들이 전사, 번역, 분자 신호, 효소 작용 등 세포 생존 전반에 필수적인 기능을 한다는 증거가 현재 많이 밝혀진 상태이다. 그러나 현재 연구 대부분은 반복서열의 "기능"에 대한 것이 대부분이고, 반복서열의 존재 이유나 생성 메커니즘 등에 대한 원론적인 연구는 비교적 비주류에 해당하는 상태이다.

## 종류
반복서열의 종류는 매우 많으나, 그 중 연구가 많이 진행되어 잘 알려진 것들로는 아래와 같은 것들이 있다.

### 직반복서열
직반복서열(영어 : direct repeat, 프랑스어 : répétition directe)은 아래와 같이 특정 구간의 서열이 '순방향'으로, 그러나 일반적으로 "불연속적으로" 반복된 반복서열을 의미한다.
{\displaystyle 5'}―{\displaystyle ATATAT}----{\displaystyle nnnn}----{\displaystyle ATATAT}―{\displaystyle 3'}
{\displaystyle 3'}―{\displaystyle TATATA}----{\displaystyle nnnn}----{\displaystyle TATATA}―{\displaystyle 5'}

### 역반복서열
역반복서열(영어 : Inverted Repeat, 프랑스어 : Répétition Inversée)은 아래 예시와 같이 어떤 부위의 염기서열을 5′→3′ 방향으로 읽었을 때와 3′→5′ 방향으로 읽었을 때의 결과가 완전히 동일할 때, 그 부위를 "역반복서열이다"라고 한다. 즉, 수학적으로 회문 구조를 나타내는 특정 부위의 서열을 역반복서열이라 칭하는 것이다. 따라서 상보적 결합 상태인 유전물질, 즉 '이중가닥 이상일 것'과 '염기쌍 수가 짝수일 것'이 필요조건이다. IR이라 줄여 부르기도 한다. 
{\displaystyle 5'}―{\displaystyle TCGA}―{\displaystyle 3'}
{\displaystyle 3'}―{\displaystyle AGCT}―{\displaystyle 5'}
이와 같은 DNA 서열이 전사되어 단일가닥 RNA 상태가 되었을 때, 역반복서열은 염기의 양 끝이 서로 대칭적으로 상보적이므로, 스스로 꼬이며 단일가닥 내에서 상보적 결합을 이루어 헤어핀 구조(hairpin)를 형성하는 경우가 있는데, 이는 원핵생물에서 전사를 중단하는 기작 중 하나로 여겨지고 있다.

### 종열반복
종열반복(tandem repeat)은 아래와 같이 짧은(평균 2~15bp 이내) 길이의 서열이 반복되는 것으로, 특히 의학계에서는 반복 횟수에 따라 Minisatellite와 Microsatellite로 나누기도 한다. 
{\displaystyle 5'}―{\displaystyle (GT)_{n}}―{\displaystyle 3'}

## 같이 보기
- 염기서열